# Реча (Арджеш)
Реча (рум. Recea) — село у повіті Арджеш в Румунії. Входить до складу комуни Реча.
Село розташоване на відстані 85 км на захід від Бухареста, 40 км на південь від Пітешть, 99 км на схід від Крайови, 134 км на південь від Брашова.

## Населення
За даними перепису населення 2002 року у селі проживали 1915 осіб. Рідною мовою 1914 осіб (99,9%) назвали румунську.
Національний склад населення села:
| Національність | Кількість осіб | Відсоток |
| -------------- | -------------- | -------- |
| румуни         | 1889           | 98,6%    |
| цигани         | 26             | 1,4%     |